# The Chumscrubber
The Chumscrubber (no Brasil: Más Companhias; em Portugal: Os Amigos de Dean) é uma comédia dramática americana produzida em 2005.

## Sinopse
A trama tem início com o suicídio de Troy Johnson (Josh Janowicz), um jovem estudante de  classe média alta, usuário e traficante de pílulas. É então que Dean Stiffle (Jamie Bell), seu melhor amigo, passa a ser assediado por um grupo de jovens que  desejam tomar posse das drogas de Troy. Para forçá-lo a cooperar, Billy (Justin Chatwin), Lee (Lou Taylor Pucci) e Crystal (Camilla Belle) raptam um rapaz que julgam ser seu irmão. Agora Dean terá que ir em busca de  alguém que nem mesmo conhece. O filme mostra de forma clara o abismo que existe entre pais e filhos, caricaturizado em Charlie Bratley (Thomas Curtis): três dias após ser raptado, ninguém deu por sua falta.

## Elenco
- Camilla Belle
- Jamie Bell
- Justin Chatwin
- Glenn Close
- Kathi Copeland
- Rory Culkin
- Thomas Curtis
- Clam Davis
- Tim DeKay
- Rita Wilson
- Carrie-Ann Moss
- Ralph Fiennes
- Eric Jungmann
- Lauren Holly